# Elaphria encantada
Elaphria encantada là một loài bướm đêm trong họ Noctuidae.